# Биоградска-Гора
Биоградска-Гора (черног. Biogradska gora) — лесной массив и национальный парк в Черногории. Расположен к северо-востоку от города Колашин, в горном районе между долинами рек Тара и Лим. Национальный парк имеет площадь 54 км² и включает в себя лес площадью 1600 га, склоны и вершины гор (высочайшая точка — гора Црна-Глава, 2139 м), шесть ледниковых озёр, пять из которых расположены на высоте 1820 м и одно — Биоградское озеро — у самого входа в парк.
Охранные мероприятия в районе Биоградской горы и рек Биоградская и Езерстица начались ещё в 1878 году, когда после освобождения Колашина от турок эта территория была подарена правителю Черногории князю Николе Петровичу и получила статус княжеского заказника (Knjazev zabran).

## Растительный мир

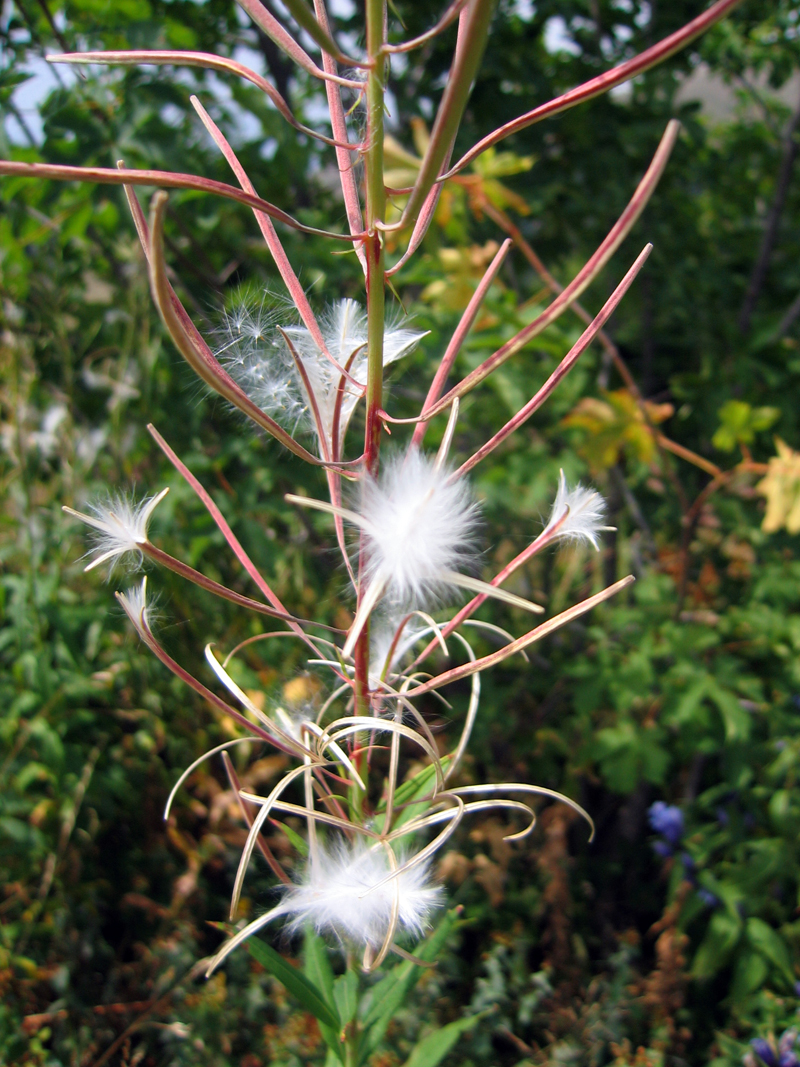
Иван-чай узколистный

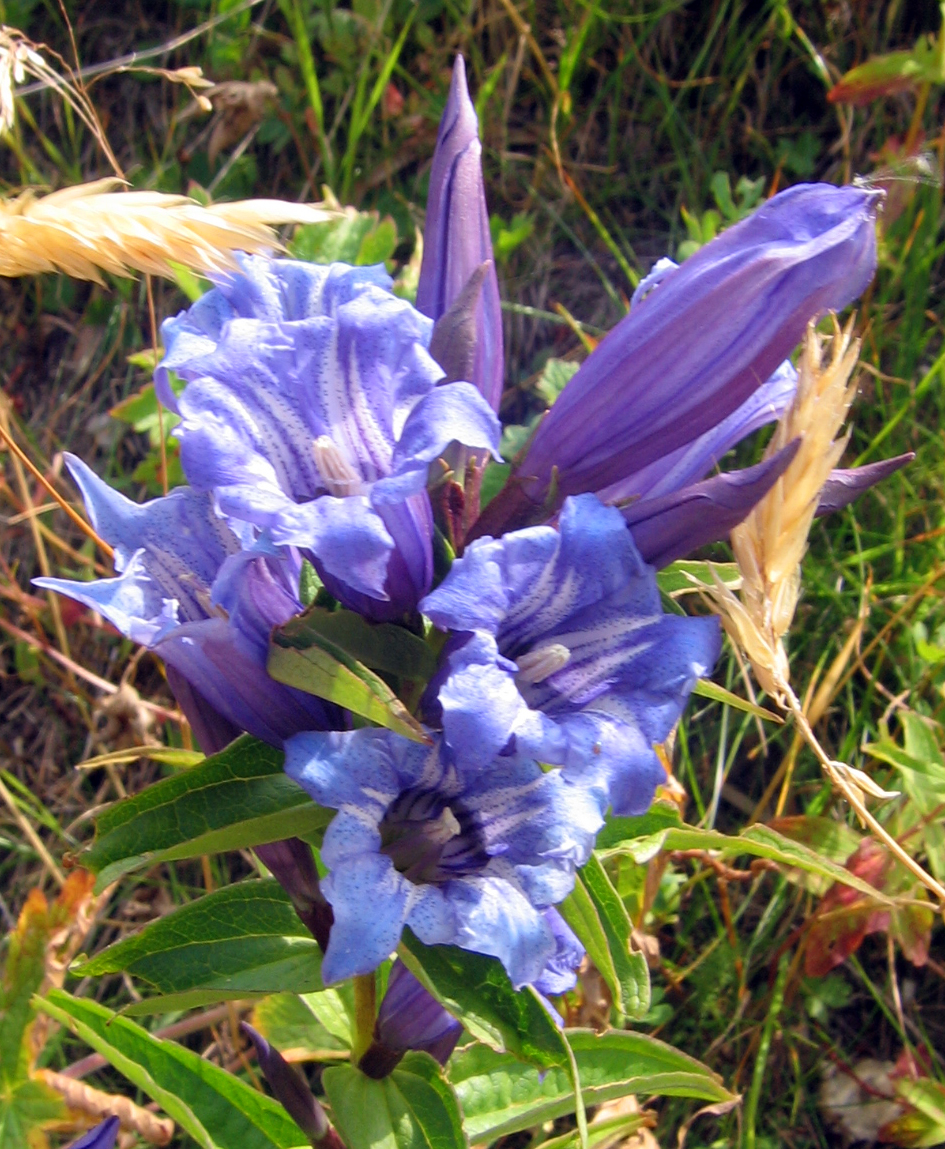
Горечавка в парке Биоградска-Гора

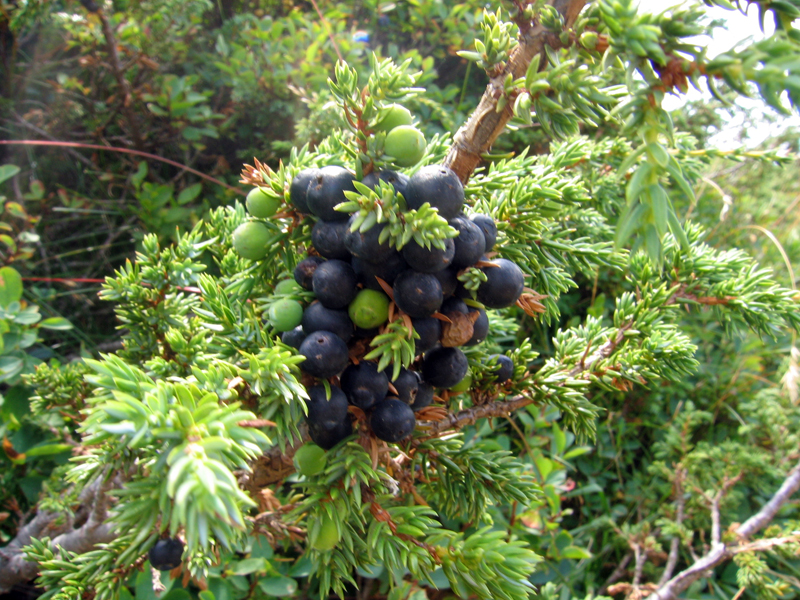
Ягоды можжевельника

Основная защищаемая составляющая национального парка — первозданный лес, произрастающий на высотах от 850 до 1800 м над уровнем моря. Считается, что лес в Биоградской горе - один из последних реликтовых лесов Европы. 
В настоящее время в лесном массиве идентифицировано 86 видов деревьев, некоторые из которых достигают высоты 45 м при обхвате 147 см. Лиственные породы представлены буком, клёном, липой, клёном колосистым и бирючиной. Хвойные породы: можжевельник, пихта и сосна горная. Местами встречается тисы и вязы, имеются локализованные в одном месте заросли казацкого можжевельника.
В границах национального парка Биоградска Гора исследователи обнаружили 26 сообществ растений, включающие около 2 тысячи видов и подвидов, из которых 20 % эндемичны для Балканского полуострова.
| Эндемичные виды: - Сосна Гельдрейха или боснийская - Сосна румелийская или балканская - Acer heldreichii (клён) - Ranunculus crenatus (лютик) - Dianthus pancicii (гвоздика) - Viola elegantula (фиалка) - Potentilla montenegrina (лапчатка) - Saxifraga prenja - Daphne blagayana (волчеягодник) - Pancicia serbica - Edraianthus jugoslavicus (колокольчик) - Лен головчатый - Wulfenia blecicii - Valeriana pancicii (валериана) - Лилия албанская - Achillea abrotanoides (тысячелистник) - Achillea lingulata - Myricaria ernestii-mayeri | Охраняемые виды: - Бубенчик лилиелистный - Allium phthioticum (лук) - Астра альпийская - Bruckentalia spiculifolia - Daphne blagaiana - Синеголовник альпийский - Горечавка желтая - Горечавка точечная - Плаун альпийский - Myricaria ernesti - Narthecium scardicum (нартециум) - Orchis cordigera (ятрышник) - Жирянка балканская - Камнеломка Гризебаха - Silene macrantha (смолёвка) - Тис ягодный - Купальница европейская - Valeriana pancicii - Wulfenia blecicii |

## Животный мир
Млекопитающие:
- Слепой крот
- Малая бурозубка
- Альпийская бурозубка
- Большой подковонос
- Усатая ночница
- Длинноухая ночница
- Обыкновенная белка
- Соня-полчок
- Европейский бурый медведь
- Благородный олень
- Европейская косуля
- Лесная куница
- Каменная куница
- Барсук

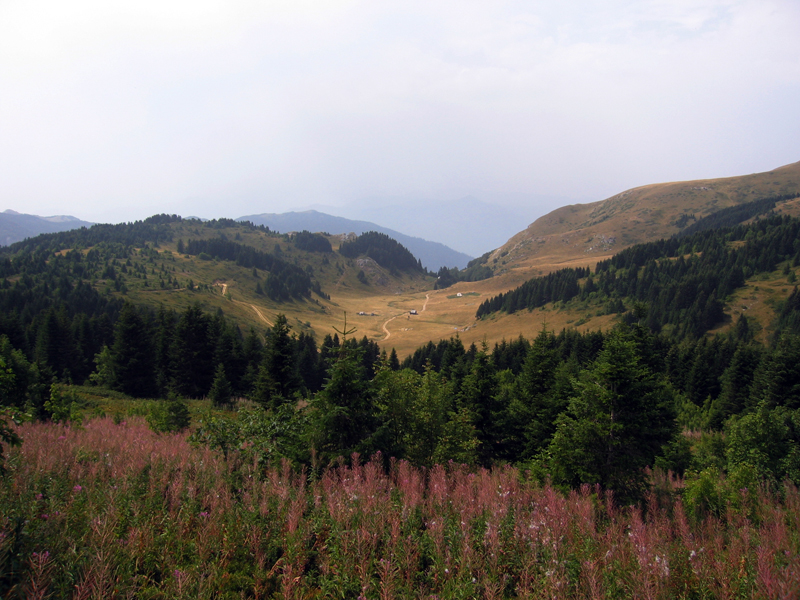
Вид на долину в парке Биоградская гора

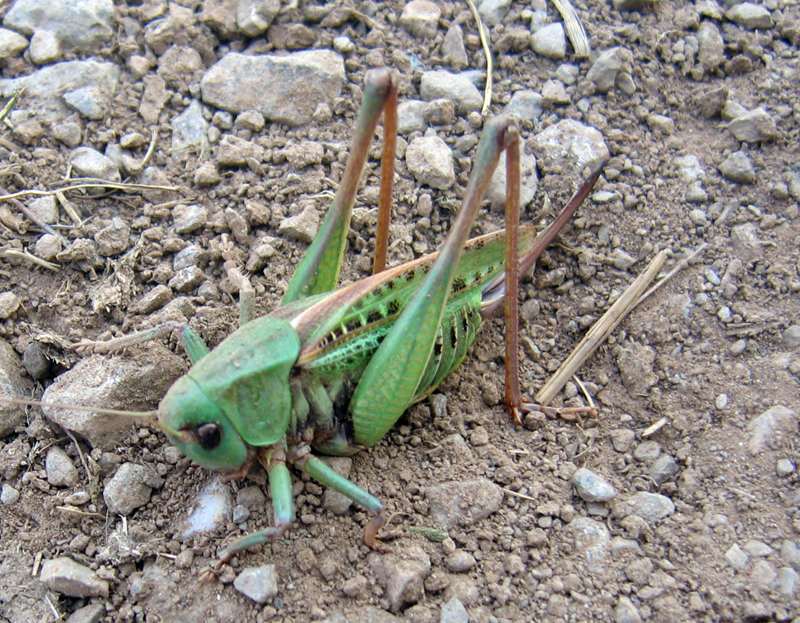
Кузнечик

Птицы представлены более чем 200 видами, почти все из которых находятся под защитой. Основные виды:
- Беркут
- Обыкновенный канюк
- Ястреб-тетеревятник
- Ястреб-перепелятник
- Альпийская галка
- Глухарь
- Серая неясыть
- Зарянка
- Кряква

Все амфибии на территории парка находятся под охраной: серая и зелёная жаба, обыкновенная квакша, а также альпийский, гребенчатый и обыкновенный тритон.
Рептилии: ломкая веретеница, обыкновенная стенная ящерица, живородящая ящерица, прыткая ящерица, европейская болотная черепаха, обыкновенный уж, обыкновенная медянка и эскулапов полоз.
Энтомофауна представлена 350 видами насекомых, многочисленны жесткокрылые, кузнечики и бабочки. На территории национального парка было зафиксировано примерно 80 видов бабочек, что представляет около 40 % от всего разнообразия бабочек в Черногории. Под защитой находятся аполлон и парусники, а также лесные муравьи и рогачи.
Рыбы на территории парка обитают в Биоградском озере и реке Тара: кумжа, обыкновенный гольян, обыкновенный подкаменщик, арктический голец, европейский хариус и дунайский лосось.

## Водоёмы

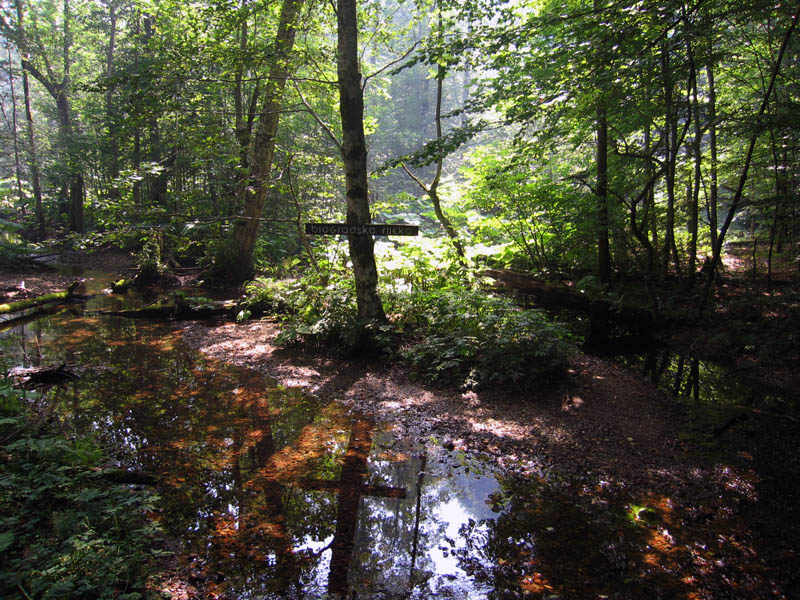
Биоградская река

Биоградское озеро является крупнейшим в парке. Оно располагается на высоте 1094 м и имеет глубину до 12,1 м.  
Второе по величине — озеро Пешича (jezero Pešića), расположенное у подножья пиков Црна-Глава (Crna Glava), Борова-Глава и Цмильева-Глава на высоте 1838 м. 
Другие озёра: Малое и Большое Урсуловацкие (Malo i Veliko Ursulovačko jezero), Малое и Большое Шишкие (Malo i veliko Šiško jezero).
Крупнейший водоток — Биоградская река (Biogradska reka), исток которой расположен у вершин горы Бьеласица. Она имеет длину более 8 км и впадает в Биоградское озеро. Из озера вытекает река Езерстица и через 3,5 км впадает в реку Тара.

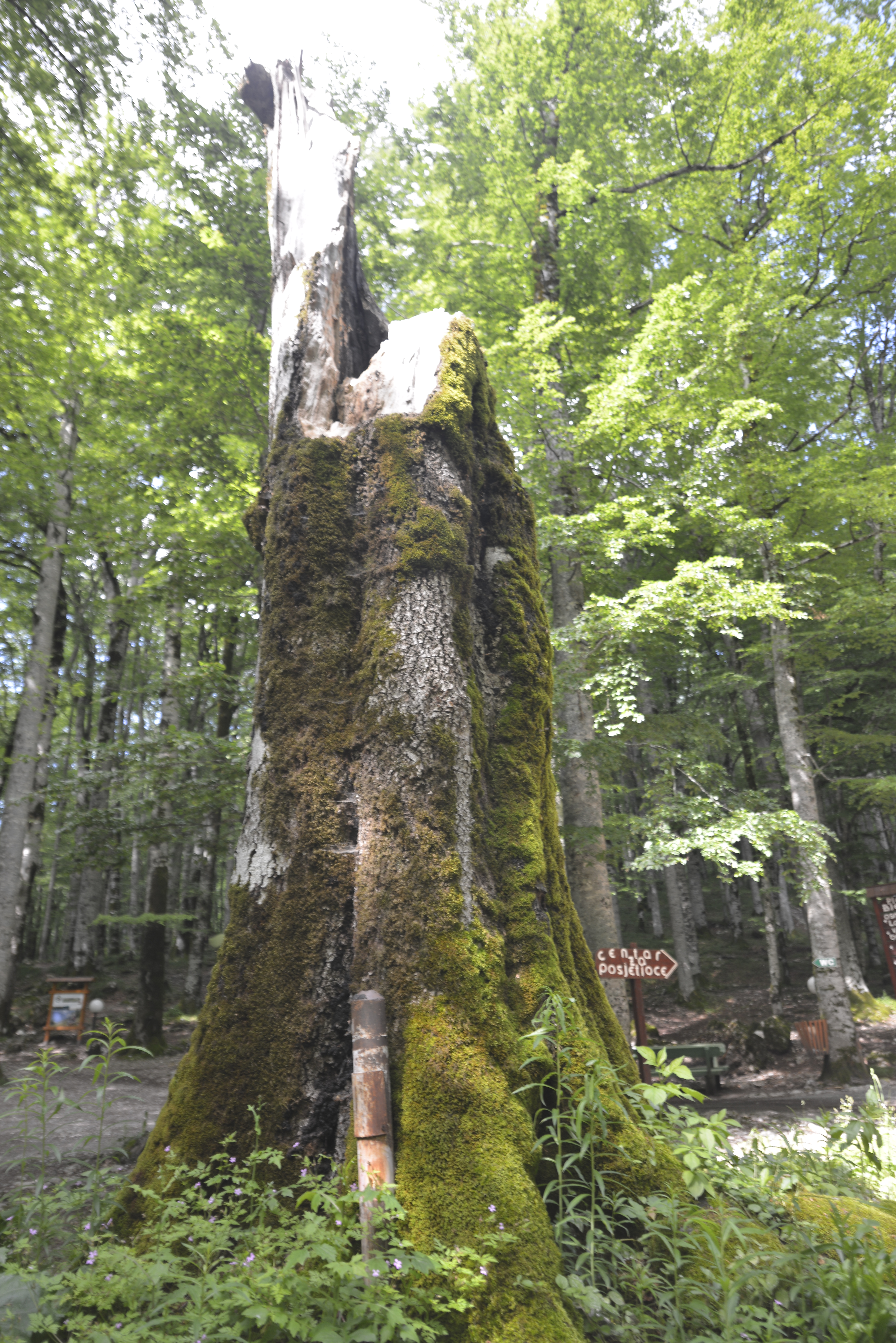
Самое старое дерево в лесу
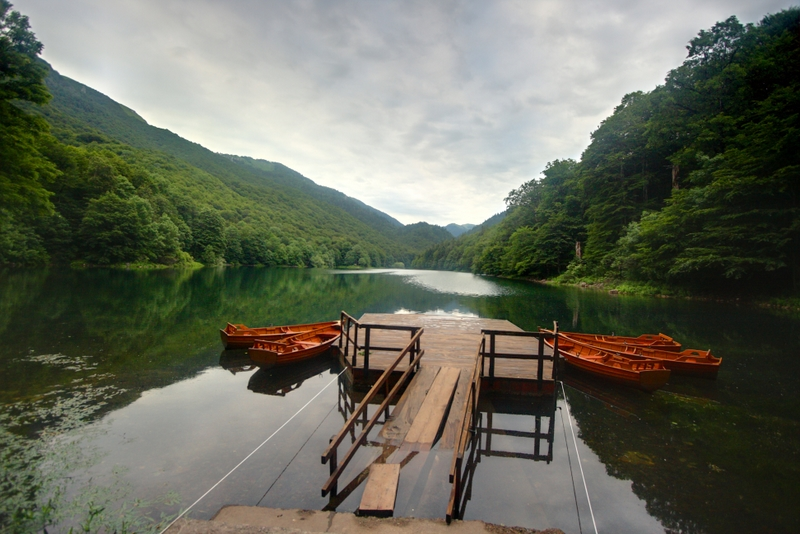
Деревянный причал на озере
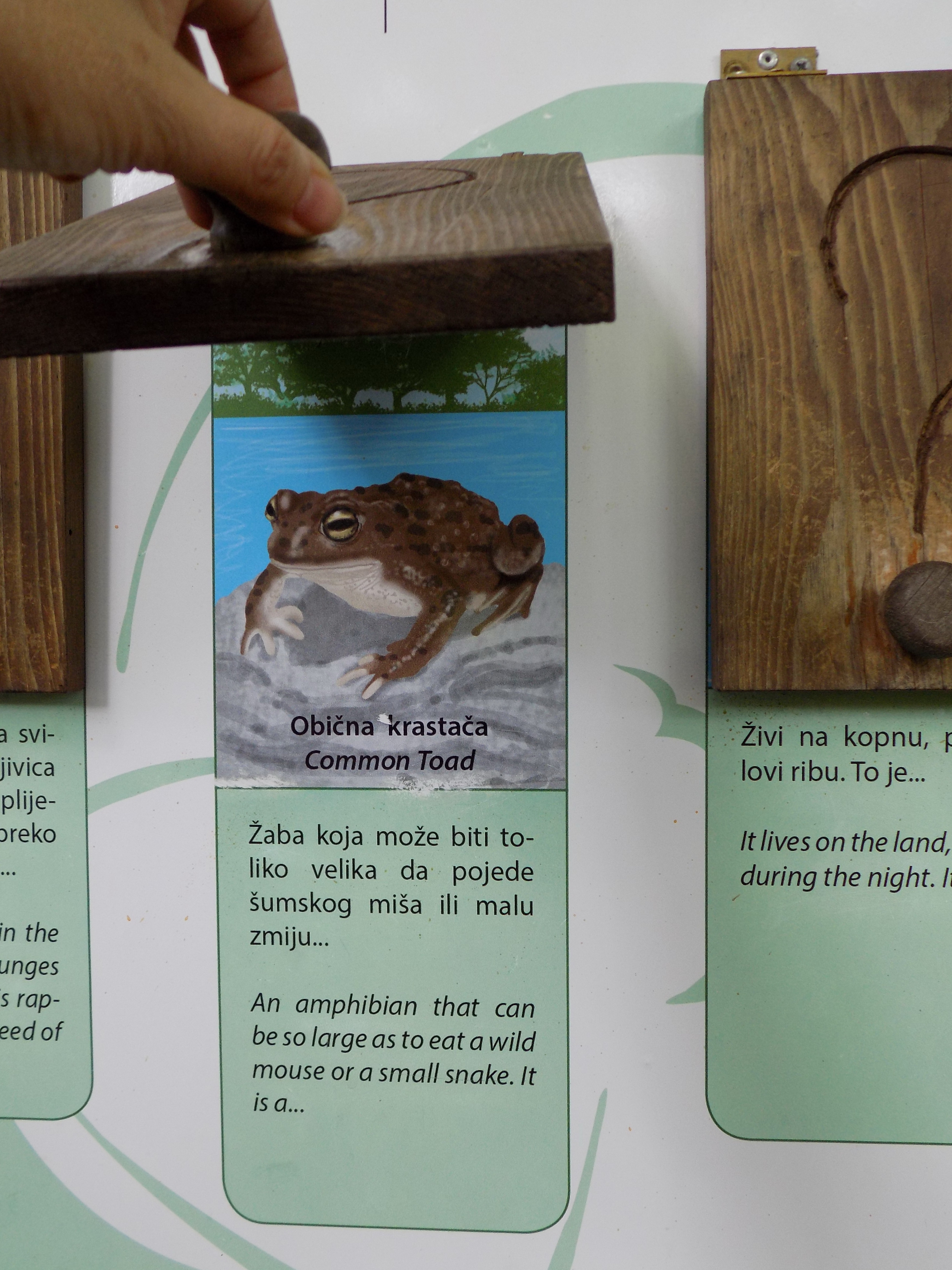
Учебные доски у обустроенной пешеходной дорожки
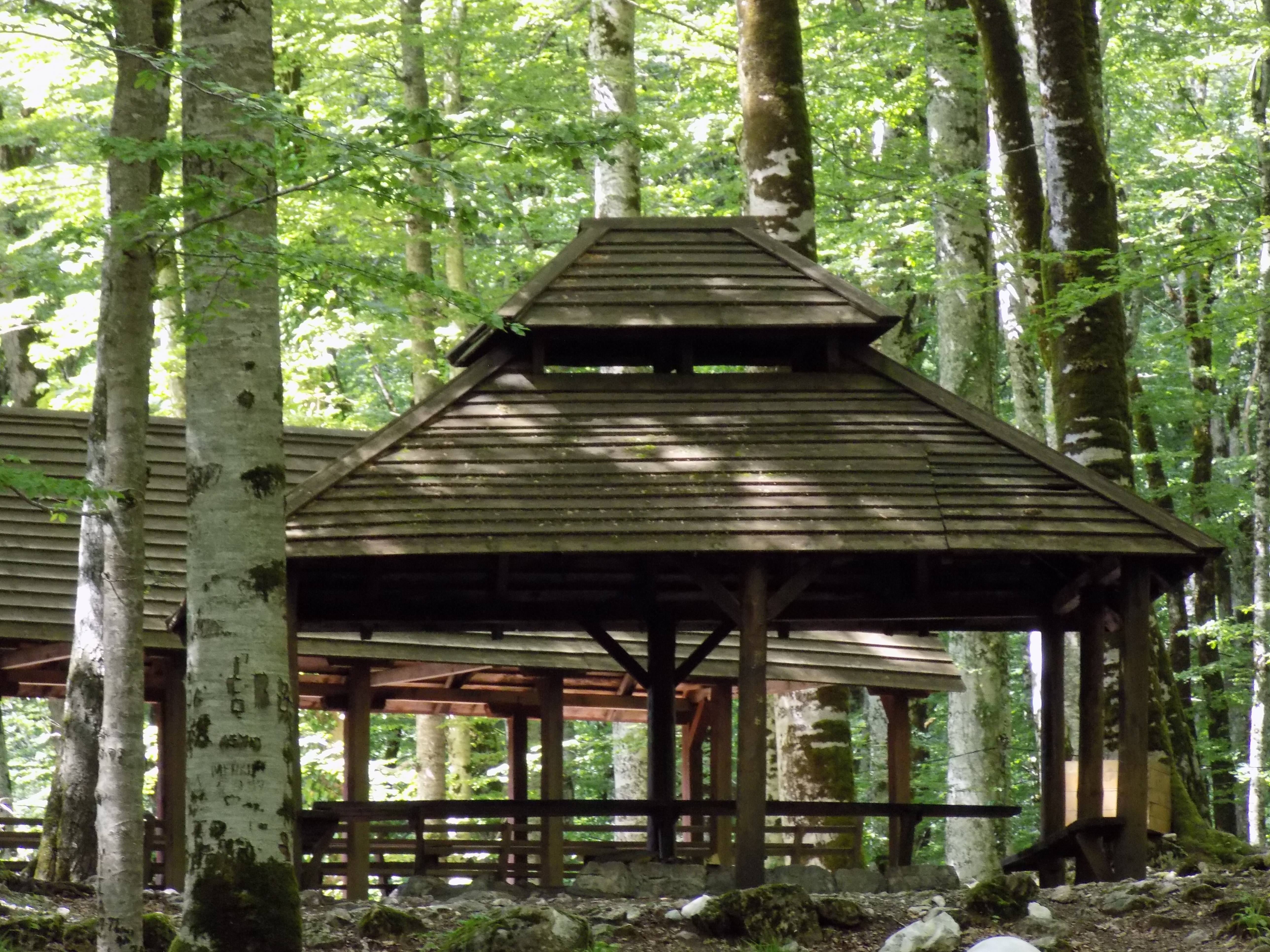
Беседка на берегу озера
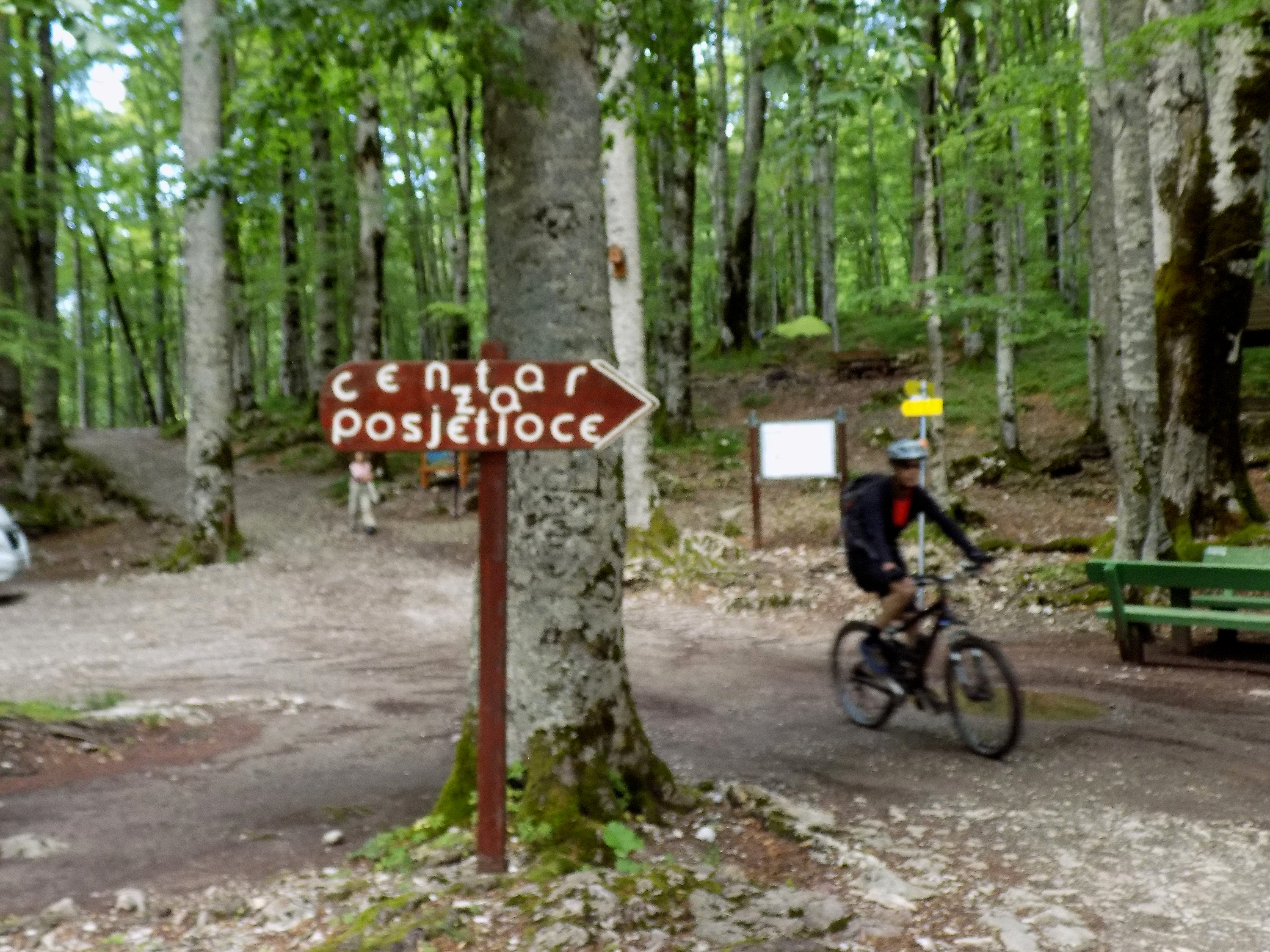
Велосипедная дорожка